# Prosthechea grammatoglossa
Espèce
Prostechea grammatoglossa est une espèce de plante épiphyte de la famille des orchidaceae appartenant au genre Prosthechea depuis 1997. Anciennement répertoriée en tant que Encyclia grammatoglossa.